# Liste der Baudenkmäler in Wiggensbach
Auf dieser Seite sind die Baudenkmäler in dem schwäbischen Markt Wiggensbach zusammengestellt. Diese Tabelle ist eine Teilliste der Liste der Baudenkmäler in Bayern. Grundlage ist die Bayerische Denkmalliste, die auf Basis des Bayerischen Denkmalschutzgesetzes vom 1. Oktober 1973 erstmals erstellt wurde und seither durch das Bayerische Landesamt für Denkmalpflege geführt wird. Die folgenden Angaben ersetzen nicht die rechtsverbindliche Auskunft der Denkmalschutzbehörde.
 Die Liste gibt den Fortschreibungsstand vom 31. August 2017 wieder und umfasst 22 Baudenkmäler.

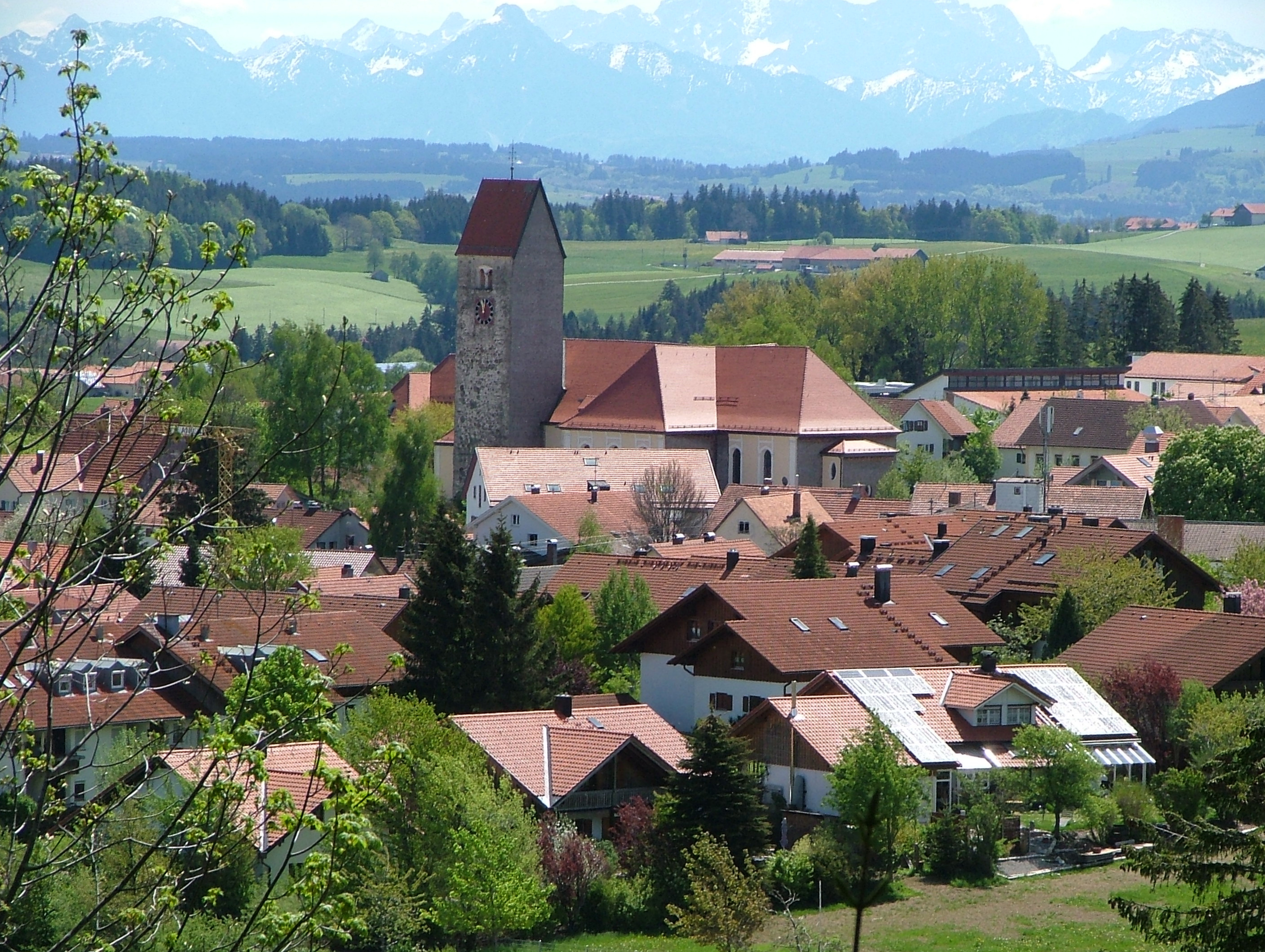
Wiggensbach im Allgäu

## Baudenkmäler nach Ortsteilen

### Wiggensbach
| Lage                        | Objekt                                 | Beschreibung | Akten-Nr.    | Bild                        |
| --------------------------- | -------------------------------------- | --- | ------------ | --------------------------- |
| Marktplatz 1 (Standort)     | Gasthaus zum goldenen Kreuz            | Zweigeschossiger Fachwerkbau mit Satteldach, wohl spätes 17. Jahrhundert. | D-7-80-146-1 | Gasthaus zum goldenen Kreuz |
| Pfarrweg 4 (Standort)       | Katholische Pfarrkirche St. Pankratius | Saalbau mit kurzem Querhaus, eingezogenem Chor und nördlichem Satteldachturm aus unverputztem Roll- und Bruchsteinmauerwerk, Turm und Chor spätgotisch, Erweiterung und Langhaus von Johann Georg Specht, 1770/71; mit Ausstattung. | D-7-80-146-2 | weitere Bilder              |
| Rohrachstraße 33 (Standort) | Katholische Dreifaltigkeitskapelle     | Quadratischer Bau mit Zeltdach und Dachreiter mit Zwiebelhaube, 1931; mit historischen Ausstattungsstücken. | D-7-80-146-3 | weitere Bilder              |

### Aichbaindt
| Lage                    | Objekt                                       | Beschreibung                                                                        | Akten-Nr.    | Bild           |
| ----------------------- | -------------------------------------------- | ----------------------------------------------------------------------------------- | ------------ | -------------- |
| Aichbaindt 5 (Standort) | Katholische Kapelle zu den sieben Zufluchten | Hofkapelle mit dreiseitigem Schluss, 1717, erneuert 1868 und 1956; mit Ausstattung. | D-7-80-146-4 | weitere Bilder |

### Bachtels
| Lage                  | Objekt             | Beschreibung                                                                             | Akten-Nr.    | Bild           |
| --------------------- | ------------------ | ---------------------------------------------------------------------------------------- | ------------ | -------------- |
| Bachtels 5 (Standort) | Kapelle St. Ulrich | Verschindelter Rechteckbau mit eingezogenem Schluss, 1938; mit historischer Ausstattung. | D-7-80-146-6 | weitere Bilder |

### Bailers
| Lage                 | Objekt                | Beschreibung | Akten-Nr.    | Bild                  |
| -------------------- | --------------------- | --- | ------------ | --------------------- |
| Bailers 2 (Standort) | Ehemaliges Bauernhaus | Zweigeschossiger Flachsatteldachbau mit Hakenschopf, Obergeschoss mit Fachwerk und Freskenresten, Wirtschaftsteil verändert, Mitte 18. Jahrhundert, Giebelfachwerk 19./20. Jahrhundert, Wirtschaftsteil verändert. | D-7-80-146-7 | Ehemaliges Bauernhaus |

### Blenden
| Lage                 | Objekt                         | Beschreibung                  | Akten-Nr.    | Bild           |
| -------------------- | ------------------------------ | ----------------------------- | ------------ | -------------- |
| Blenden 3 (Standort) | Historische Ausstattungsstücke | In moderner Kapelle von 1946. | D-7-80-146-8 | weitere Bilder |

### Ermengerst
| Lage                    | Objekt                                           | Beschreibung | Akten-Nr.    | Bild           |
| ----------------------- | ------------------------------------------------ | --- | ------------ | -------------- |
| Kirchplatz 1 (Standort) | Katholische Filialkirche St. Johannes der Täufer | Saalbau mit eingezogenem Chor und nördlichem Satteldachturm, Ende 15. Jahrhundert, Erweiterung und Umgestaltung 1680/90; mit Ausstattung. | D-7-80-146-9 | weitere Bilder |

### Kolben
| Lage                | Objekt                    | Beschreibung                                   | Akten-Nr.     | Bild           |
| ------------------- | ------------------------- | ---------------------------------------------- | ------------- | -------------- |
| Kolben 1 (Standort) | Katholische Marienkapelle | Verschalter Ständerbau, 1657; mit Ausstattung. | D-7-80-146-10 | weitere Bilder |

### Kutten
| Lage                | Objekt     | Beschreibung | Akten-Nr.     | Bild       |
| ------------------- | ---------- | --- | ------------- | ---------- |
| Kutten 2 (Standort) | Bauernhaus | Zweigeschossiger Mitterstallbau mit Flachsatteldach und Wiederkehr, am Wohnteil Fachwerk mit ausgemalten Gefachen und geschnitzten Bügen, erste Hälfte 18. Jahrhundert. | D-7-80-146-11 | Bauernhaus |

### Millers
| Lage                 | Objekt  | Beschreibung                                                 | Akten-Nr.     | Bild           |
| -------------------- | ------- | ------------------------------------------------------------ | ------------- | -------------- |
| Millers 3 (Standort) | Kapelle | Rechteckbau mit dreiseitigem Schluss, 1892; mit Ausstattung. | D-7-80-146-12 | weitere Bilder |

### Notzen
| Lage                 | Objekt  | Beschreibung                                                                    | Akten-Nr.     | Bild           |
| -------------------- | ------- | ------------------------------------------------------------------------------- | ------------- | -------------- |
| Notzen 2 (Standort)  | Kapelle | Verschalter Ständerbau, 18. Jahrhundert; mit Ausstattung.                       | D-7-80-146-14 | weitere Bilder |
| in Notzen (Standort) | Kapelle | Dreiseitig geschlossener Ständerbau, 1936; mit historischen Ausstattungsstücken | D-7-80-146-15 | Kapelle        |

### Schmidsreute
| Lage                      | Objekt                       | Beschreibung                                                                                        | Akten-Nr.     | Bild                         |
| ------------------------- | ---------------------------- | --------------------------------------------------------------------------------------------------- | ------------- | ---------------------------- |
| Schmidsreute 4 (Standort) | Katholische Kapelle St. Rita | Rechteckbau mit dreiseitigem Schluss und Dachreiter, 1948/50; mit historischen Ausstattungsstücken. | D-7-80-146-16 | Katholische Kapelle St. Rita |

### Unterkürnach
| Lage                      | Objekt                               | Beschreibung | Akten-Nr.     | Bild           |
| ------------------------- | ------------------------------------ | --- | ------------- | -------------- |
| Unterkürnach 1 (Standort) | Kapelle St. Michael                  | Rechteckbau mit leicht vorgezogenen Ecken, dreiseitigem Schluss und Dachreiter, um 1780; mit Ausstattung. | D-7-80-146-17 | weitere Bilder |
| Unterkürnach 2 (Standort) | Ehemaliges fürstäbtliches Herrenhaus | Zweigeschossiger Bau mit Fachwerkobergeschoss, abgewalmtem, überstehendem Dach und nördlich anschließendem Wirtschaftstrakt, 1709, erneuert zweite Hälfte 18. Jahrhundert; Nebengebäude, zweigeschossiger Satteldachbau mit Fachwerkgiebel, 19. Jahrhundert; südöstlich vom Hauptgebäude; Nebengebäude, zweigeschossiger Satteldachbau mit Fachwerkgiebel, 19. Jahrhundert; östlich vom Hauptgebäude. | D-7-80-146-18 | weitere Bilder |
| St 2376 (Standort)        | Hl. Johannes von Nepomuk             | Sandsteinfigur, um 1760; bei der Brücke. | D-7-80-146-20 | weitere Bilder |

### Wagenbühl
| Lage                   | Objekt                         | Beschreibung                                                                 | Akten-Nr.     | Bild           |
| ---------------------- | ------------------------------ | ---------------------------------------------------------------------------- | ------------- | -------------- |
| Wagenbühl 4 (Standort) | Katholische Kapelle St. Ulrich | Dreiseitig geschlossener Rollsteinbau, 18./19. Jahrhundert; mit Ausstattung. | D-7-80-146-21 | weitere Bilder |

### Westenried
| Lage                  | Objekt                                 | Beschreibung | Akten-Nr.     | Bild                                   |
| --------------------- | -------------------------------------- | --- | ------------- | -------------------------------------- |
| Burgweg 4 (Standort)  | Ehemaliges Bauernhaus                  | Mitterstallbau, zweigeschossiger, verputzter Ständerbau mit Flachsatteldach, Mitterstallanlage mit Hakenschopf, zweite Hälfte 17. Jahrhundert. | D-7-80-146-22 | Ehemaliges Bauernhaus                  |
| Burgweg 12 (Standort) | Wohnteil eines ehemaligen Bauernhauses | Zweigeschossiger Bau mit Schleppdach, am Obergeschoss und Flachgiebel Fachwerk über Kehlfries, im Kern noch 17. Jahrhundert.                   | D-7-80-146-23 | Wohnteil eines ehemaligen Bauernhauses |

### Winnings
| Lage                  | Objekt  | Beschreibung                                           | Akten-Nr.     | Bild    |
| --------------------- | ------- | ------------------------------------------------------ | ------------- | ------- |
| Winnings 1 (Standort) | Kapelle | Rechteckbau, um 1800; mit Ausstattung; bei Haus Nr. 1. | D-7-80-146-24 | Kapelle |

### Zur Mühle
| Lage                   | Objekt    | Beschreibung                                                              | Akten-Nr.     | Bild      |
| ---------------------- | --------- | ------------------------------------------------------------------------- | ------------- | --------- |
| Zur Mühle 5 (Standort) | Bildstock | Gemauerte Rundbogennische Pilasterrahmung, mit Kruzifix, 18. Jahrhundert. | D-7-80-146-25 | Bildstock |

## Ehemalige Baudenkmäler
In diesem Abschnitt sind Objekte aufgeführt, die früher einmal in der Denkmalliste eingetragen waren, jetzt aber nicht mehr. Objekte, die in anderem Zusammenhang also z. B. als Teil eines Baudenkmals weiter eingetragen sind, sollen hier nicht aufgeführt werden. Aktennummern in diesem Abschnitt sind ehemalige, jetzt nicht mehr gültige Aktennummern.

| Lage                                      | Objekt            | Beschreibung          | Akten-Nr.    | Bild              |
| ----------------------------------------- | ----------------- | --------------------- | ------------ | ----------------- |
| Aichbaindt südöstlich am Hügel (Standort) | Kapellenbildstock | Ende 18. Jahrhundert. | D-7-80-146-5 | Kapellenbildstock |